# Eyota
Eyota est un prénom féminin.

## Sens et origine du prénom
- Prénom féminin d'origine nord-amérindienne[1], du peuple Sioux.
- Prénom qui signifie « la meilleure ».

## Prénom de personnes célèbres et fréquence
- Prénom aujourd'hui peu usité aux États-Unis[2].
- Prénom donné une fois en France[3]